# Walter Isaacson

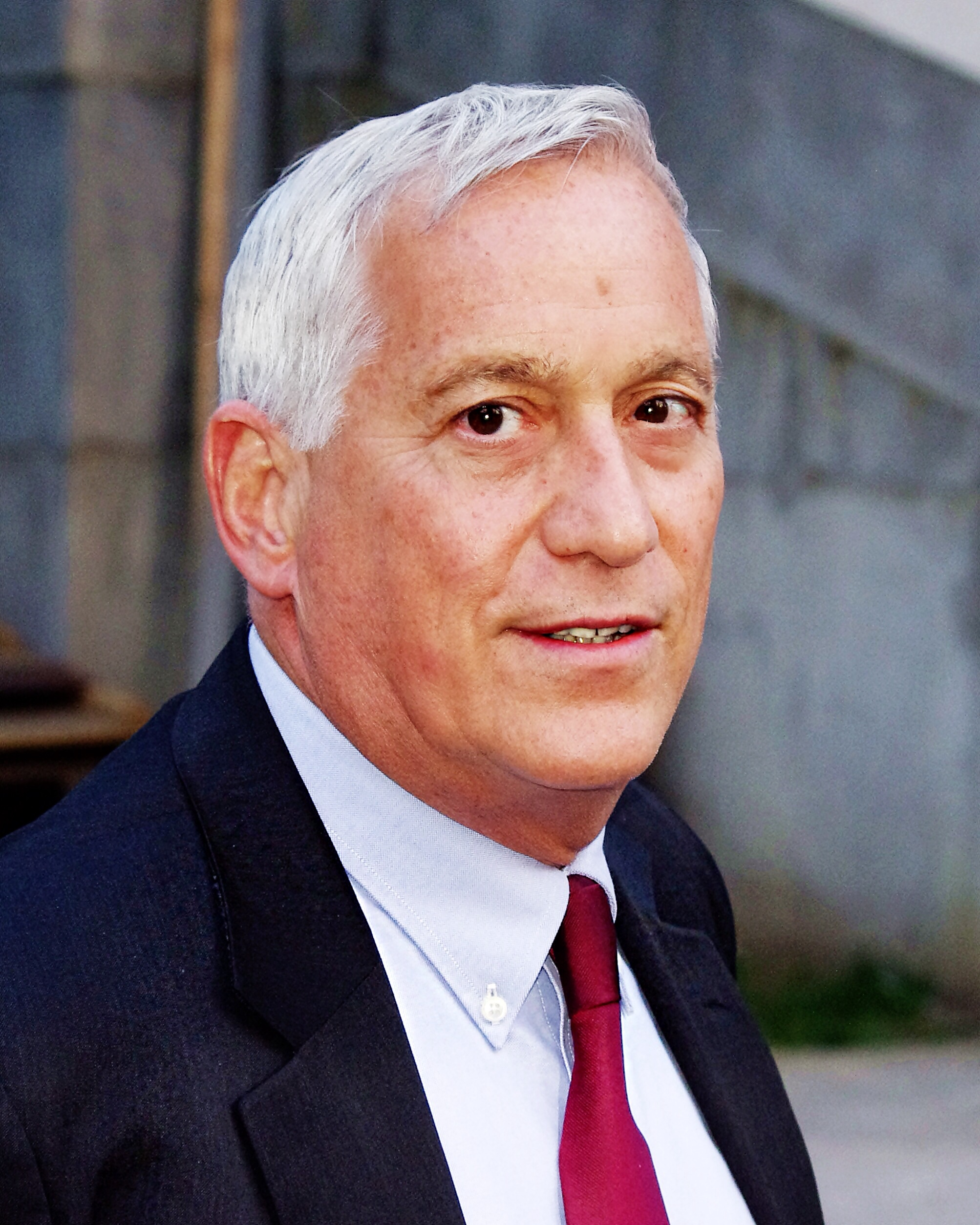
Walter Isaacson (2012)

Walter Isaacson (* 20. Mai 1952 in New Orleans) ist ein US-amerikanischer Schriftsteller und Biograph. 

## Leben und Wirken
Bis 2018 war er Präsident und CEO des Aspen Institute. Isaacson war von 1996 bis 2001 Chef vom Dienst bei der Time und von 2001 bis 2003 Vorsitzender und CEO von CNN und Präsident des Aspen Institutes. Er wurde 2009 von Präsident Obama als Vorsitzender des Broadcasting Board of Governors eingesetzt. Von diesem Amt trat Isaacson im Januar 2012 zurück, um sich einem neuen Buchprojekt zu widmen.
Die von Isaacson verfasste Biografie Steve Jobs war bereits vor dem Erscheinen Bestseller bei Amazon. Isaacson hat dafür Jobs in 2 Jahren mehr als 40-mal interviewt, zuletzt vor und nach seinem Rücktritt als CEO von Apple, und auch mit Mitgliedern seiner Familie, Freunden, Kollegen von Apple und Geschäftskonkurrenten gesprochen.
2005 wurde Isaacson zum Mitglied der American Philosophical Society und 2016 der American Academy of Arts and Sciences gewählt.
In seiner Biographie Leonardo da Vincis krame Isaacson „die längst überholte Auffassung vom Universalgenie“ hervor, kritisierte 2018 der Rezensent der FAZ. „Mit der Begeisterungsfähigkeit eines Laien erliegt Isaacson […] dem Mythos Leonardo und frönt einem nahezu hemmungslosen Geniekult“. In dem „geradezu peinlich“ berührenden Abschnitt „Von Leonardo lernen“ mache er „aus Leonardo einen kalifornischen Yogalehrer.“
2021 erhielt Isaacson die National Humanities Medal.
Am 12. September 2023 erschien in vielen Ländern Isaacsons Biografie über Elon Musk. 
Der Rezensent der FAZ attestierte Isaacson zwar akribische Recherche, hielt ihm allerdings vor, kein „Bewusstsein“ davon zu haben, „dass seine Figur nicht nur eine Psychologie hat, sondern auch eine Geschichte.“ Musks Tochter Vivian Wilson warf Isaacson vor, er habe Musk in der Veröffentlichung bewusst positiv und komplexer darstellen wollen, als dies der Fall sei, und dazu auch das Zerwürfnis der beiden missbraucht. Vivian Wilson bestreitet außerdem, dass Isaacson, in dessen Buch sie einen gewissen Raum einnimmt, sie im Vorfeld der Veröffentlichung direkt oder indirekt kontaktiert habe, und bezeichnete die Biografie als „verleumderische Schurken-Hintergrundgeschichte“ für den politischen Rechtsruck ihres Vaters.

## Schriften (Auswahl)
- Kissinger: A Biography (1992), Simon & Schuster Reissue Edition 2005, ISBN 978-0743286978.
- Benjamin Franklin. An American Life. New York u. a. 2003, ISBN 0-684-80761-0.
- Albert Einstein. Einstein: His Life and Universe. (2007) ISBN 3-7658-1852-6.
- Steve Jobs. Simon & Schuster, ISBN 978-1-4516-4853-9
  - Steve Jobs: Die autorisierte Biografie des Apple-Gründers. C. Bertelsmann Verlag, 2011, ISBN 978-3-570-10124-7.
- The Innovators: How a Group of Inventors, Hackers, Geniuses, and Geeks Created the Digital Revolution. Simon & Schuster, 2014. ISBN 978-1-4767-0869-0
  - The Innovators: Die Vordenker der digitalen Revolution von Ada Lovelace bis Steve Jobs. Aus dem Englischen von Susanne Kuhlmann-Krieg. C.Bertelsmann, 2018, ISBN 9783570102770
- Leonardo Da Vinci. Simon & Schuster, 2017. ISBN 9781501139154
  - Leonardo da Vinci. Die Biographie. Aus dem Englischen von Karin Schuler und Andreas Thomsen. Berlin 2018.
- The Code Breaker: Jennifer Doudna, Gene Editing, and the Future of the Human Race. Simon & Schuster, 2021, ISBN 978-1982115852
  - Der Codebreaker: Wie die Erfindung der Genschere die Zukunft der Menschheit für immer verändert. Aus dem Englischen von Dr. Michael Müller. Ecowin Verlag, Salzburg 2022, ISBN 978-3-711-00306-5[12]
- Elon Musk: by Walter Isaacson Simon & Schuster, 2023, ISBN 978-1982181284.
  - Elon Musk. Die Biografie. C. Bertelsmann, München 2023, ISBN 978-3-570-10484-2.

## Belege
1. ↑  USA: Auslandsrundfunk muss 30 Millionen Dollar einsparen. In: epd medien. 9. März 2012, archiviert vom Original am 14. März 2014; abgerufen am 22. November 2018.
2. ↑  Julie Moos: Jobs asked Isaacson to write bio in 2004 because ‘I wanted my kids to know me’. In: Poynter. 6. Oktober 2011, archiviert vom Original am 26. Juni 2012; abgerufen am 22. November 2018 (englisch).
3. ↑  Member History: Walter Isaacson. American Philosophical Society, abgerufen am 10. Oktober 2018 (englisch, mit Kurzbiographie).
4. ↑  American Academy of Arts and Sciences: Newly Elected Fellows. In: amacad.org. Abgerufen am 22. April 2016.
5. ↑  Benjamin Paul: Ein Geldsack muss für Judas genügen, in: FAZ Nr. 286, 8. Dezember 2018, S. 12.
6. ↑  tagesschau.de 12. September 2023: "Er genießt das Drama"
7. ↑  Harald Staun: Was in Walter Isaacsons Biographie über Elon Musk fehlt. In: FAZ.NET. 23. September 2023, ISSN 0174-4909 (faz.net [abgerufen am 28. Dezember 2023]).
8. ↑  Ella Yurman: Vivian Wilson on Being Elon Musk’s Estranged Daughter, Going Viral, and Protecting Trans Youth. In: Teen Vogue. 20. März 2025, abgerufen am 30. Mai 2025 (amerikanisches Englisch): „He had an agenda when writing his book, which was to make Elon look good, or look more complex than he is. In order to do that, he needed to villainize the trans teenager and make it seem like there were two reasonable sides to the story.“
9. ↑  Elon Musk’s transgender daughter, in first interview, says he berated her for being queer as a child. 25. Juli 2024, abgerufen am 5. Mai 2025 (englisch).
10. ↑  Elon Musk's Daughter Just Torched Walter Isaacson, His (and Steve Jobs's) Biographer. 12. August 2024, abgerufen am 5. Mai 2025.
11. ↑  Elon Musk's Daughter Just Torched Walter Isaacson, His (and Steve Jobs's) Biographer. 12. August 2024, abgerufen am 5. Mai 2025.
12. ↑  »Der Codebreaker«: Der Titel ist Programm. Abgerufen am 6. April 2023.

| Personendaten    | Personendaten                    |
| ---------------- | -------------------------------- |
| NAME             | Isaacson, Walter                 |
| KURZBESCHREIBUNG | US-amerikanischer Schriftsteller |
| GEBURTSDATUM     | 20. Mai 1952                     |
| GEBURTSORT       | New Orleans                      |